# Micaria xiningensis
Micaria xiningensis är en spindelart som beskrevs av Hu 200. Micaria xiningensis ingår i släktet Micaria och familjen plattbuksspindlar. Inga underarter finns listade i Catalogue of Life.